# The Ozark Mountain Daredevils
Gli Ozark Mountain Daredevils sono un gruppo musicale southern rock/country rock statunitense formatosi nel 1971 a Springfield, nel Missouri.
Sono conosciuti per i singoli If You Wanna Get to Heaven del 1974 e Jackie Blue del 1975.

## Discografia
- 1973 - The Ozark Mountain Daredevils (A&M Records)
- 1974 - It'll Shine When It Shines (A&M Records)
- 1975 - The Car Over the Lake Album (A&M Records)
- 1976 - Men from Earth (A&M Records)
- 1977 - Don't Look Down (A&M Records)
- 1978 - It's Alive (A&M Records) Live
- 1980 - Ozark Mountain Daredevils (Columbia Records)
- 1980 - Best of the Ozark Mountain Daredevils (Nuclear Fishin') (A&M Records) Raccolta
- 1981 - The Best (A&M Records) Raccolta, stessi identici brani della raccolta precedente
- 1985 - The Lost Cabin Sessions (Sounds Great Records) Raccolta delle prime incisioni con materiale inedito
- 1987 - Heart of the Country (Dixiefrog Records)
- 1997 - Archive Alive (Archive Recordings Records) Live
- 1997 - 13 (New Era Productions Records)
- 1999 - concert Classics, Volume 8 (Concert Classics Records) Raccolta
- 2000 - Time Warp: The Very Best of The Ozark Mountain Daredevils (A&M Records) Raccolta
- 2001 - Masters of the Road (Burning Airlines Records) Live
- 2006 - Rhythm and Joy (Varese Vintage Records) Live
- 2008 - Live at the Gillioz 2 DVD Live
- 2011 - Alive & Wild (New Era Recordings Records) Live
- 2017 - Off the beaten path (Watermill Recordings Inc.)

## Formazione

### Membri attuali
- Mike Granda – basso (1972-presente)
- John Dillon – chitarra  (1972–1982, 1984-presente)
- Bill Jones – flauto (1974–1976, 2010-presente)
- Ruell Chappell – tastiera  (1976–1980, 2008-presente)
- Ron Gremp – batteria(1990-presente)
- Dave Painter – chitarra, voce(2004-presente)
- Kelly Brown – tastiera (2007-presente)
- Nick Sibley – chitarra, voce  (2010-presente)
- Molly Healey – chitarra, voce  (2014-presente)

### Membri precedenti
- Randle Chowning – chitarra, voce (1972–1976, 1982–1984, 1984–1985)
- Larry Lee[2] – batteria (1972–1982, 1985; deceduto)
- Steve Cash – armonica a bocca (1970–1982, 1984–2019; deceduto)
- Buddy Brayfield – tastiera (1972–1976)
- Rune Walle – chitarra, voce (1976–1980)
- Joe Terry – tastiera (1982–1984)
- Bobby Hicks – batteria (1982–1984; deceduto nel 2017)
- Terry Wilson – chitarra, voce (1980–1982)
- Gary Smith – chitarra, voce (1982–1984)
- Steve Canaday – chitarra, voce  (1976–1982, 1984–1988; deceduto nel 1999)
- Don Clinton Thompson – chitarra, voce (1985–1989)
- Rick 'Lumpy' Davidson – batteria (1988–1989)
- Bill Brown – chitarra, voce (1990–2004; deceduto nel 2004)